# Armadillidium rhodopinum
Armadillidium rhodopinum là một loài chân đều trong họ Armadillidiidae. Loài này được Verhoeff miêu tả khoa học năm 1936.